# Martin Fransson
Martin Fransson, född 3 oktober 1998, är en professionell ishockeyspelare som spelar för Karlskrona HK i Hockeyettan.